# Aeroportul Municipal Hearst (René Fontaine)
Aeroportul Municipal Hearst (René Fontaine) (IATA: YHF, ICAO: CYHF) este un aeroport din Ontario, Canada. Aeroportul a fost tranzitat în 2012 de 0 pasageri.
Situat la o altitudine de 252 m, aeroportul dispune de o singură pistă.